# Seenotrettungsstation Juist

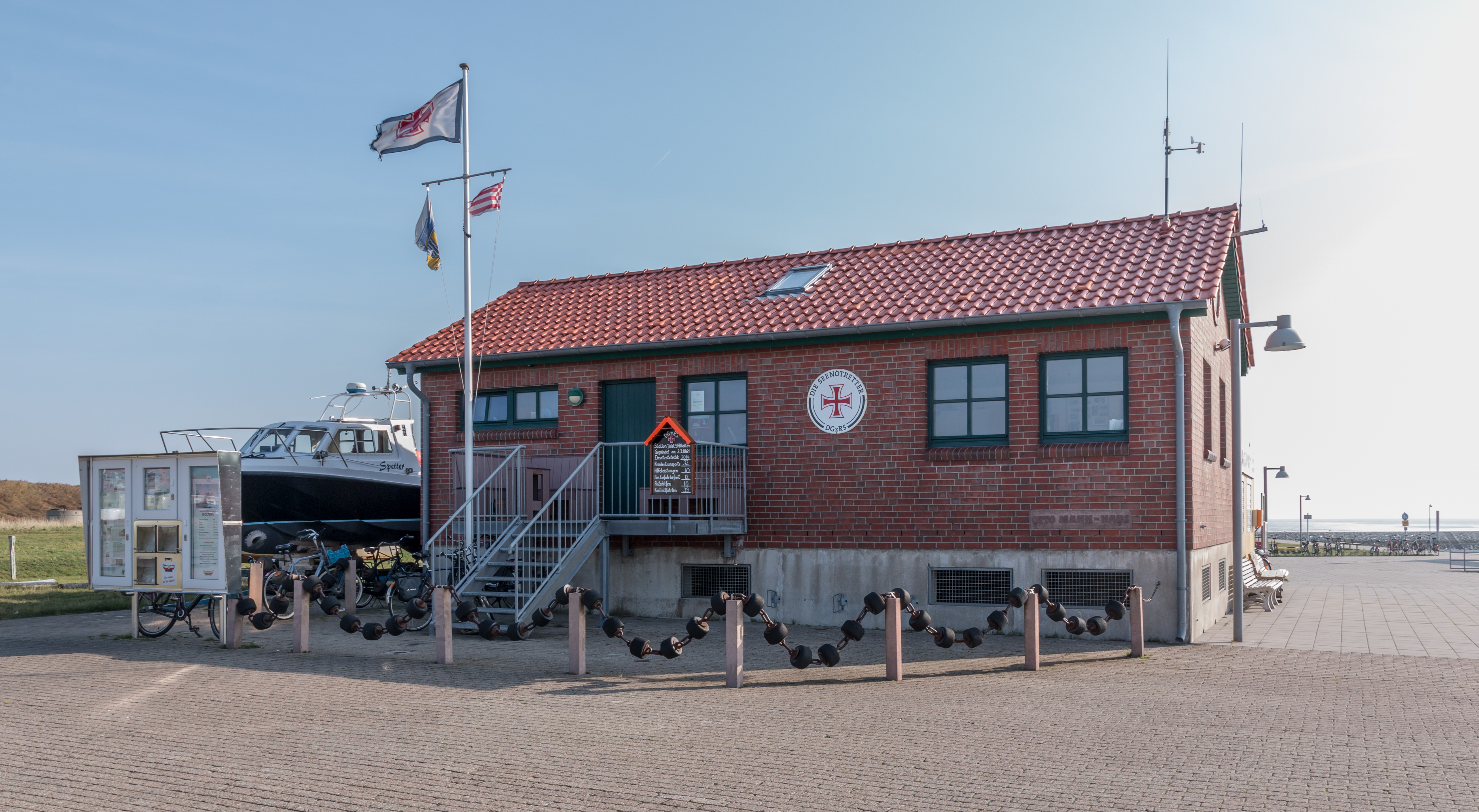
DGzRS-Stationsgebäude Otto-Mann-Haus

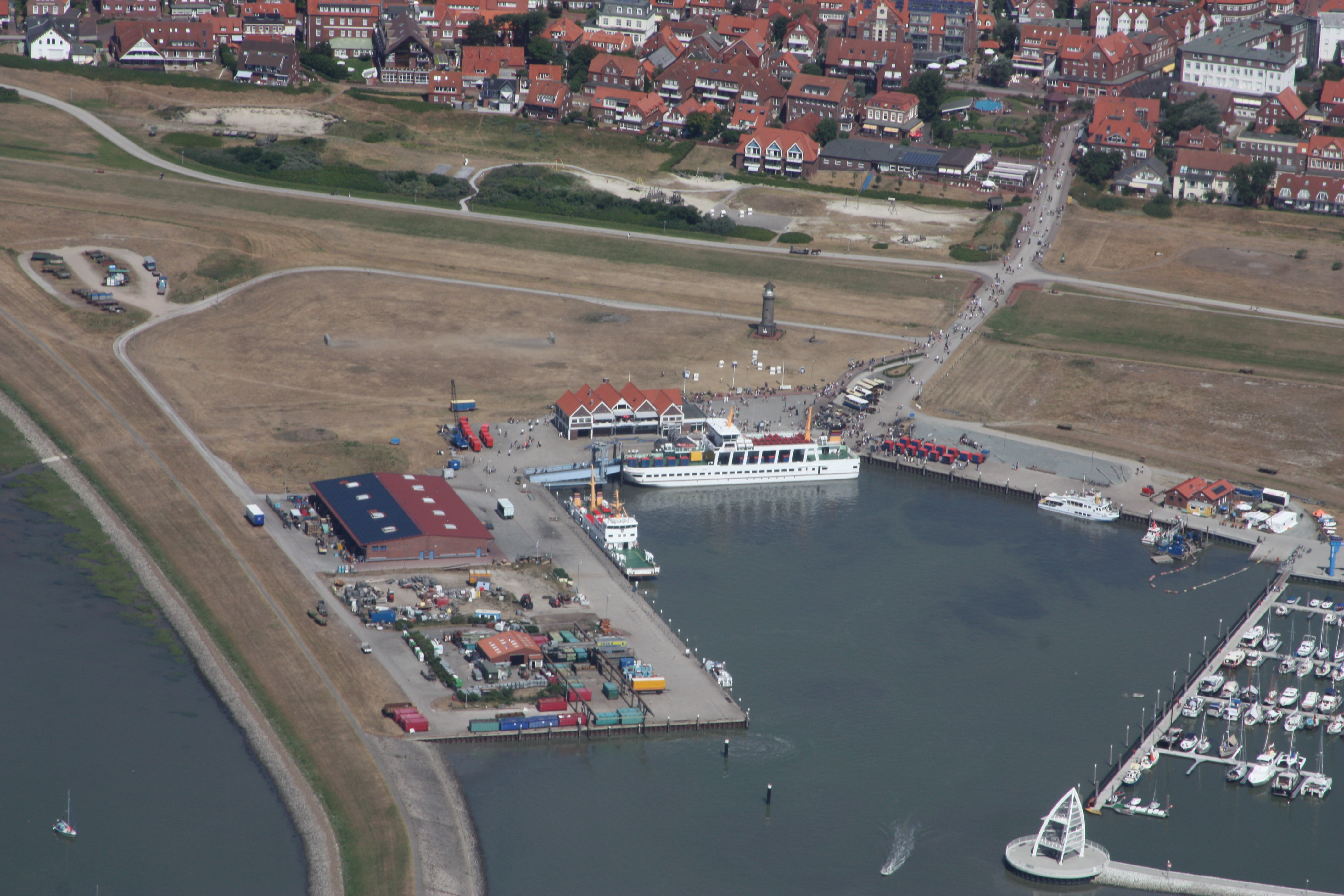
Hafen Juist mit Station und Boot in der rechten Ecke

Die Seenotrettungsstation Juist liegt an der Wattseite der ostfriesischen Insel Juist und ist eine der ältesten Stationen der Deutschen Gesellschaft zur Rettung Schiffbrüchiger (DGzRS). Für die Seenotrettung hat die Gesellschaft im Hafen für die freiwilligen Retter der Insel ein Seenotrettungsboot (abgekürzt SRB) stationiert. Im Regelfall erfolgt die Alarmierung durch die Zentrale der DGzRS in Bremen, wo die Seenotleitung Bremen (MRCC Bremen) ständig alle Alarmierungswege für die Seenotrettung überwacht.

## Aktuelles Boot der Station
Seit 25. März 2017 liegt im kleinen Hafen von Juist die HANS DITTMER. Das SRB ist das modifizierte und verlängerte Modell der gleichen Klasse wie das Vorgängerboot. Die größere Länge bringt mehr Platz in der Plicht zum Lagern von Verletzten und für das Abbergen von Personen per Hubschrauber. Zur Versorgung von Verunglückten ist eine umfangreiche medizinische Notfallausrüstung an Bord, die auch einen Defibrillator und ein Beatmungsgerät enthält. Die Anbordnahme von Personen wird durch die Bergungspforte an der Seite erleichtert. Das geschlossene Steuerhaus bietet genügend Platz zur Unterbringung von Geretteten unter Deck sowie dem Schutz der Besatzung und der eingebauten Technik vor Wind und Wellen. Ein nochmals verstärkter Motor mit 380 PS gestattet auch das Schleppen größerer Schiffe. Das Boot ist nach einem Spender benannt, aus dessen Nachlass die DGzRS den Bau finanzieren konnte.

## Einsatzgebiet und Zusammenarbeit
Das Revier der Seenotretter ist das Wattenmeer zwischen der Insel und dem ostfriesischen Festland. In den stark tideabhängigen Fahrrinnen in Richtung Norderney, Norddeich und Borkum können die Inselfähren, Ausflugsschiffe und Fischkutter leicht festkommen. Im Sommer werden auch Einsätze für private Segel- und Motorboote notwendig. Auch leichtfertige Wattwanderer müssen immer wieder mal aus Notlagen im Watt gerettet werden. Bei größeren Rettungsaktionen erfolgt die Zusammenarbeit mit den Booten der Nachbarstationen:
- Kreuzer der Seenotrettungsstation Norderney
- Boot der Seenotrettungsstation Norddeich
- Kreuzer der Seenotrettungsstation Borkum

Für die freiwilligen Helfer der Insel hat die DGzRS 2002 im Hafen direkt am Anleger ein neues Stationsgebäude mit Namen Otto-Mann-Haus errichtet. Daneben sind noch zwei ehemalige Stationsgebäude der Seenotretter auf Juist erhalten. Der alte Rettungsschuppen der Weststation in den Haakdünen ist heute nicht mehr zugänglich und im Ostdorf ist der alte Schuppen zu einem Wohnhaus umgebaut worden.

## Geschichte
Eine der ältesten Stationen des organisierten Seenotrettungswesens in Deutschland wurde 1861 auf Juist vom Emder Verein zur Rettung Schiffbrüchiger in Ostfriesland eingerichtet. Für die beiden Stationen Ostland und Westland hatte der Verein eiserne Francis-Rettungsboote beschafft. 1868 wurden beide Stationen von der DGzRS übernommen, die für die Station im Ostland einen der neuen Raketenapparate beschaffte. Im Laufe der Jahre ersetzte die Ruderrettungsboote auf beiden Stationen regelmäßig durch neue. Wie damals üblich lagerten die bis achteinhalb Meter langen Normalrettungsboote auf Transportwagen und mussten darauf liegend zum Einsatz ins Wasser verfahren werden.
Das erste Motorrettungsboot (MRB) kam 1940 zur Insel. Während des Zweiten Weltkriegs hatte der Seenotdienstes der deutschen Luftwaffe (SDL) die Station übernommen und es kam häufiger zum Austausch der MRB, die teilweise auf der Insel umbenannt wurden. Zum Kriegsende war eines der neuen 15-m-Großmotorrettungsboote auf Juist im Einsatz, die einen 150 PS-Motor besaßen. Diese Boote hatten zwar noch den offenen Steuerstand im Heck, jedoch schon ein geschlossenes Deckshaus mit leichten Komfortmerkmalen wie einer Heizung. 
Die Ära der MRB ging mit der Schließung der Station 1957 zu Ende, als auf Borkum der erste in Serie gebaute Seenotrettungskreuzer stationiert worden war. Der zunehmende Freizeitverkehr auf dem Wasser machte wieder eine Präsenz der Gesellschaft auf der Insel erforderlich. Damit kam die erste Generation der Seenotrettungsboote nach Juist. Im Laufe der Jahre wurden diese durch Boote der Nachfolgegenerationen ersetzt. Diese sind, wie auch die einzelnen Motorrettungsboote, in der folgenden Liste chronologisch aufgeführt.

## Historie der motorisierten Rettungseinheiten
| Stationierung von Motorrettungsbooten  | Stationierung von Motorrettungsbooten                                                                                                   | Stationierung von Motorrettungsbooten                                                                                                   | Stationierung von Motorrettungsbooten                                                                                                   | Stationierung von Motorrettungsbooten                                                                                                   | Stationierung von Motorrettungsbooten                                                                                                   | Stationierung von Motorrettungsbooten                                                                                                   | Stationierung von Motorrettungsbooten                                                                                                   |
| Zeitraum                               | Schiffsname | Reg.-Nr. | Länge oder Klasse | Anz. Motoren ges. Leistung | Geschw. | vorige Station | Verlegung nach oder Verbleib |
| -------------------------------------- | --- | --- | --- | --- | --- | --- | --- |
| 1940 → 1942                            | HEINRICH TIARKS (I) | KRD 429 | 10,0 Meter | 1 → 60 PS | 8,0 kn | von Horumersiel | → Kriegseinsatz und Verlust |
| 1942 → 1944                            | AUGUST NEBELTHAU (II) * | KRD 414 | 11,85 Meter | 1 → 50 PS | 8,0 Kn | von Langeoog | ausgemustert |
| 1944 → 1945                            | AUGUST NEBELTHAU (III) ** | KRD 418 | 16,17 Meter | 2 → 150 PS | 9,0 Kn | von Borkum | Burgstaaken |
| 1944 → 1945                            | HEINRICH TIARKS (II) | KRD 402 | 10,0 Meter | 1 → 50 PS | 8,0 Kn | von Neuharlingersiel | ausgemustert |
| 1945 → 1952                            | HEINRICH TIARKS (III) | KRD 445 | 15-m-Serie | 1 → 150 PS | 10,0 Kn | Neubau | Friedrichskoog |
| 1952 → 1957                            | HANS HARTMANN | KRD 446 | 12,5 Meter | 1 → 110 PS | 8,5 Kn | von Friedrichskoog | ausgemustert |
| 1957                                   | Station aufgelöst | Station aufgelöst | Station aufgelöst | Station aufgelöst | Station aufgelöst | Station aufgelöst | Station aufgelöst |
| Erl.:                                  | * Die AUGUST NEBELTHAU (II) trug auf Langeoog den Namen HAMBURG (I) ** Die AUGUST NEBELTHAU (III) trug auf Borkum den Namen BREMEN (II) | * Die AUGUST NEBELTHAU (II) trug auf Langeoog den Namen HAMBURG (I) ** Die AUGUST NEBELTHAU (III) trug auf Borkum den Namen BREMEN (II) | * Die AUGUST NEBELTHAU (II) trug auf Langeoog den Namen HAMBURG (I) ** Die AUGUST NEBELTHAU (III) trug auf Borkum den Namen BREMEN (II) | * Die AUGUST NEBELTHAU (II) trug auf Langeoog den Namen HAMBURG (I) ** Die AUGUST NEBELTHAU (III) trug auf Borkum den Namen BREMEN (II) | * Die AUGUST NEBELTHAU (II) trug auf Langeoog den Namen HAMBURG (I) ** Die AUGUST NEBELTHAU (III) trug auf Borkum den Namen BREMEN (II) | * Die AUGUST NEBELTHAU (II) trug auf Langeoog den Namen HAMBURG (I) ** Die AUGUST NEBELTHAU (III) trug auf Borkum den Namen BREMEN (II) | * Die AUGUST NEBELTHAU (II) trug auf Langeoog den Namen HAMBURG (I) ** Die AUGUST NEBELTHAU (III) trug auf Borkum den Namen BREMEN (II) |
| Stationierung von Seenotrettungsbooten | | | | | | | |
| 1985 → 1993                            | ILKA | KRST 22 | 7-m-Klasse (I) | 1 → 54 PS | 10,0 kn | von Büsum | → Freest |
| 1993 → 2007                            | JUIST | SRB 38 | 8,5-m-Klasse | 1 → 220 PS | 18,0 kn | Neubau | → Schleswig |
| 2007 → 2017                            | WOLTERA | SRB 57 | 9,5-Meter-Klasse | 1 → 320 PS | 18 kn | von Kühlungsborn | → Lippe |
| seit 2017                              | HANS DITTMER | SRB 66 | 10,1-Meter-Klasse | 1 → 380 PS | 18 kn | Neubau | auf Station |

Quellen: 

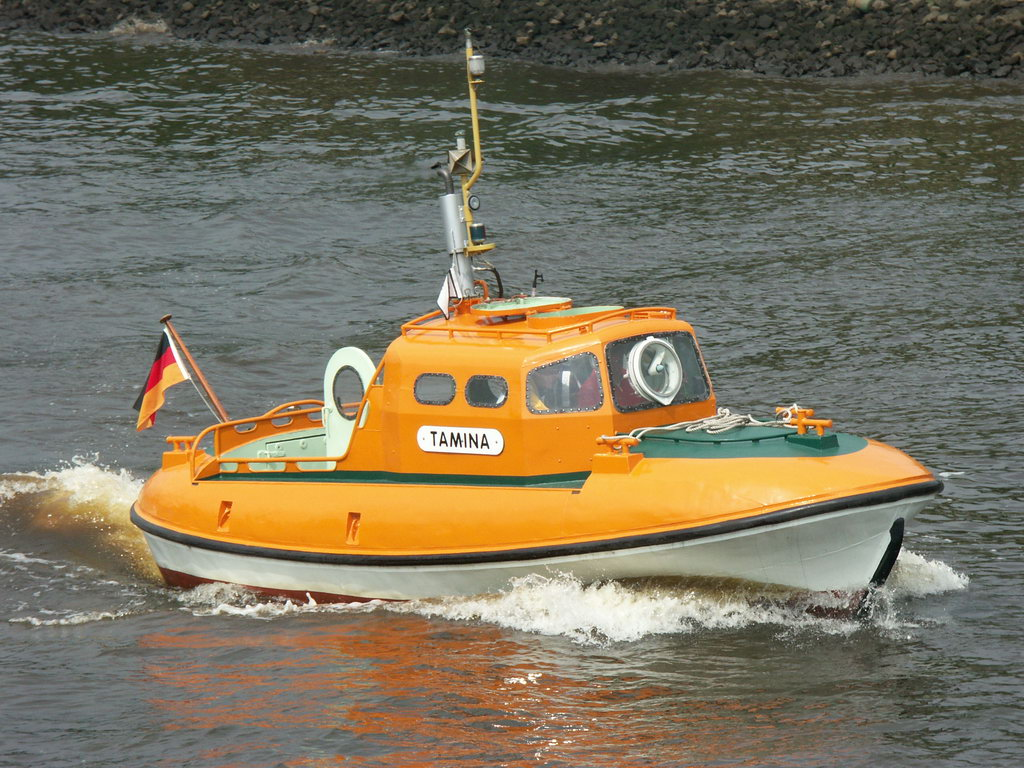
7-Meter-SRB – restauriert
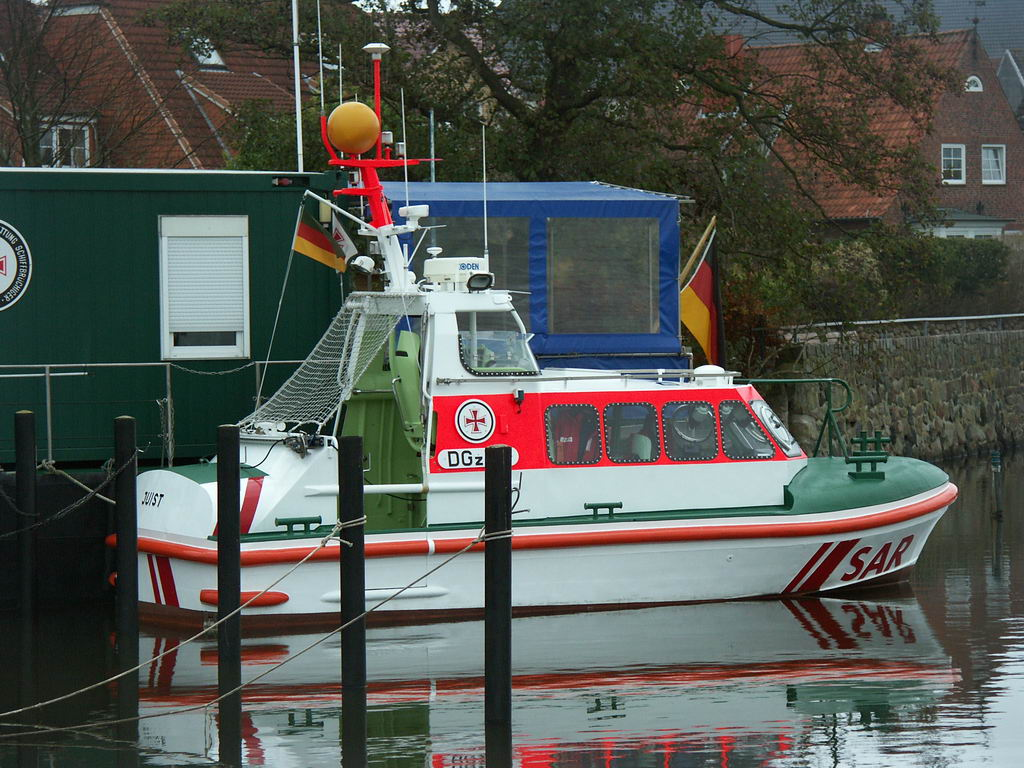
Seenotrettungsboot JUIST in Schleswig
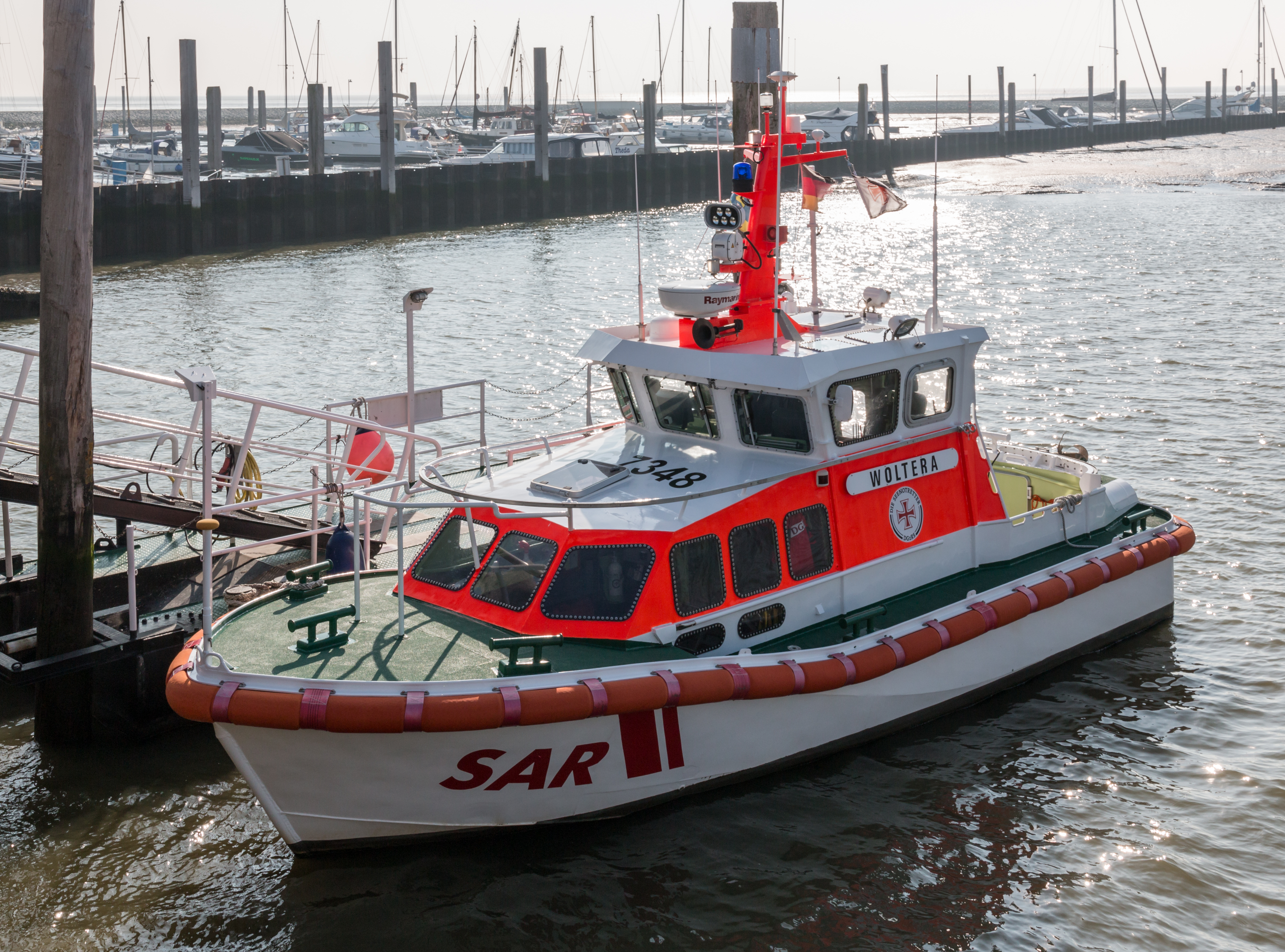
Die WOLTERA in Juist

## Historische Stationen in der Umgebung
Die Stationsliste von 1913 listet folgende Stationen auf den Ostfriesischen Inseln mit ihren zu der Zeit stationierten Ruderrettungsbooten:
- Borkum-Süd (Otto Haß)
- Borkum-Nord (Schwaben)
- Juist-West (Frankfurt a.M.)
- Juist-Ost (Magdeburg)
- Norderney-West (Fürst Bismarck)
- Norderney-Ost (Amalie Wilhelm Ernst)

Weitere historische Stationen in Ostfriesland sind bei den Stationen Norddeich und Langeoog zu finden.